# Edmundo M. Abaya
Mons. Edmundo Madarang Abaya (19. ledna 1929, Candon – 20. září 2018) byl filipínský římskokatolický kněz a emeritní arcibiskup Nueva Segovia.

## Život
Narodil se 19. ledna 1929 v Candonu. Po základní škole vstoupil do Immaculate Conception Minor Seminary ve Viganu. Poté navštěvoval UST Central Seminary kde studoval teologii a filosofii. Roku 1947 byl poslán do Říma kde studoval na Papežské univerzitě sv. Tomáše Akvinského. Na kněze byl vysvěcen 21. března 1953 v katedrále svatého Pavla ve Viganu. Po kněžské svěcení působil jako profesor v Immaculate Heart Minor Seminary, farní kněz u svatého Josefa v Laoagu.
Roku 1964 odešel do USA kde studoval na Marquette University. Po návratu z USA byl jmenován rektorem Immaculate Conception Minor Seminary. Později působil v mnohých farnostech v Candonu, Narvacanu a Viganu. Byl také generálním vikářem arcidiecéze Nueva Segovia.
Dne 11. prosince 1978 jej papež Jan Pavel II. jmenoval biskupem diecéze Laoag. Biskupské svěcení přijal 19. ledna 1979 z rukou arcibiskupa Bruna Torpiglianiho a spolusvětiteli byli arcibiskup Antonio Lloren Mabutas a biskup Victorino Cristobal Ligot.
Dne 22. května 1999 byl ustanoven metropolitním arcibiskupem Nueva Segovia.
Dne 12. února 2005 přijal papež Jan Pavel II. jeho rezignaci z důvodu dosažení kanonického věku 75 let.